# Jebediah Springfield
 (janvier 2025).
Si vous disposez d'ouvrages ou d'articles de référence ou si vous connaissez des sites web de qualité traitant du thème abordé ici, merci de compléter l'article en donnant les références utiles à sa vérifiabilité et en les liant à la section « Notes et références ».
Jebediah Springfield (Jebediah Obadiah Zachariah Jedediah Springfield) est l'un des personnages fictif de la série animée Les Simpson.

## Biographie fictive

### Le fondateur de la ville de Springfield
Jebediah Springfield est le fondateur de la ville de Springfield, dans laquelle se déroule la série. 
Aux alentours de 1795, il serait parti du Maryland en compagnie de son ami Shelbyville Manhattan et d'une vingtaine de colons, dans le but de découvrir la « Nouvelle-Sodome » (après avoir mal interprété la Bible). Une dissension aurait alors opposé Manhattan et Springfield, le premier désirant fonder une ville où l'on pourrait épouser sa cousine à sa guise ; et le second s'y opposant vivement. Le groupe de colons se serait alors divisé en deux, la première moitié suivant Springfield et l'autre Shelbyville, fondant chacune l'une des deux villes du même nom, se vouant désormais une haine implacable. Ainsi, si la statue de Jebediah sera celle d'un pionnier courageux combattant un ours, celle de Shelbyville sera celle d'un gros homme hilare soutenu par deux femmes (des cousines ?).
De plus, le citronnier de Springfield, objet de rivalité avec Shelbyville dans l'épisode Le citron de la discorde, aurait été planté à l'époque de Jebediah. Dans l'épisode "Le monorail", Homer fabrique une ancre afin de stopper le monorail (train aérien). Cette dernière coupe un vieil arbre qui tombe sur la maison où serait né Jebediah Springfield.

### Le pirate allemand
On apprend lors de l'épisode du Vrai Faux Héros que Jebediah Springfield était en fait, le pirate Hans Sprungfeld. Sa principale particularité physique est d'avoir une prothèse en argent à la place de la langue, qui lui aurait été arrachée par un pirate turc lors d'un combat de bar. Il aurait essayé de détrousser et de tuer le président des États-Unis George Washington, mais leur combat aurait été interrompu par Betsy Ross, qui aurait tendu à Washington le futur Stars and strips en lui affirmant qu'elle avait trouvé les étoiles blanches qu'il lui avait demandé, mais pas les croissants rouges, ni les crocodiles verts… Profitant de la distraction et de l’apparente déception de Washington, Jebediah Springfield aurait alors pris la fuite. Plus tard, il aurait avoué tous ses méfaits dans son testament, qu'il aurait dissimulé dans sa flûte fétiche, avant de succomber à la diphtérie. Lisa Simpson aurait découvert la vérité, mais décida finalement de ne pas la révéler en constatant la concorde et la fierté inspirées par Jebediah Springfield aux habitants de la ville.

### Le héros de la Guerre d'Indépendance
Jebediah Springfield aurait, selon la tradition de la ville, participé à la 3e bataille de Ticonderoga, prise imaginaire du fort éponyme, repris par les Britanniques au cours de la bataille précédente. Il aurait, le même jour, donné lieu à la tradition du Whacking Day (« Jour de la raclée » en français), en tuant le premier un serpent. 
Bart aurait alors démontré l'impossibilité de cette version en prouvant que Jebediah n'aurait pas pu se trouver à Fort Ticonderoga, à faire se rendre la modeste garnison britannique, et à Springfield. 

### Inspiration
La légende racontant que Jebediah Springfield aurait combattu et tué un ours à mains nues s'inspire directement de Hugh Glass, un trappeur ayant vécu fin du XVIIIe siècle. En effet, alors qu'il s'était éloigné de son groupe de trappeurs pour partir à la chasse, Hugh Glass fut sauvagement attaqué par une femelle grizzly, le laissant avec de graves fractures et de nombreuses plaies. Afin de ne pas les ralentir sur la route, il fut laissé pour mort par ses camarades. Il dut alors effectuer un incroyable périple de plus de 300 km seul face à la nature pour rejoindre le Fort Kiowa, bien que handicapé par ses blessures. Un mémorial a d'ailleurs été érigé à l'endroit même où Glass aurait combattu le grizzly.
Son nom est probablement inspiré du célèbre trappeur et explorateur Jedediah Smith.